# Монтевидео 1939 (шахматный турнир)
Монтевидео 1939 — шахматный турнир, проходивший в столице Уругвая с 21 по 29 сентября 1939 года (сразу после шахматной олимпиады и женского чемпионата мира в Буэнос-Айресе).
В турнире приняли участие чемпион мира А. А. Алехин, чемпионка мира В. Менчик (для неё этот турнир стал последним официальным соревнованием), специально приехавшие из Европы английские мастера Г. Голомбек и Б. Вуд, а также четверо уругвайских шахматистов (все представляли национальную сборную на олимпиаде).
Турнир был организован Польским Красным Крестом по случаю юбилея организации. Местом проведения соревнования стал отель «Wellington Drake».

## Итоги турнира
Победителем соревнования стал чемпион мира, выигравший все партии.
1. Алехин, Александр — 7 из 7.
2. Голомбек, Гарри — 5½.
3. Менчик, Вера — 5.
4. Унье Флёркен, Карлос — 3.
5—7. Оливера, Альфредо; Ру Кабрал, Луис; Вуд, Барух — по 2½;
8. Гулья, Луис Альберто — 0.